# Vittorio Veneto
Vittorio Veneto ist eine italienische Stadt in der Provinz Treviso der Region Venetien mit 27.210 Einwohnern (Stand 31. Dezember 2023).
Die Stadt ist Sitz des römisch-katholischen Bistums Vittorio Veneto, dessen Kathedrale Santa Maria Assunta im Stadtteil Cèneda steht.

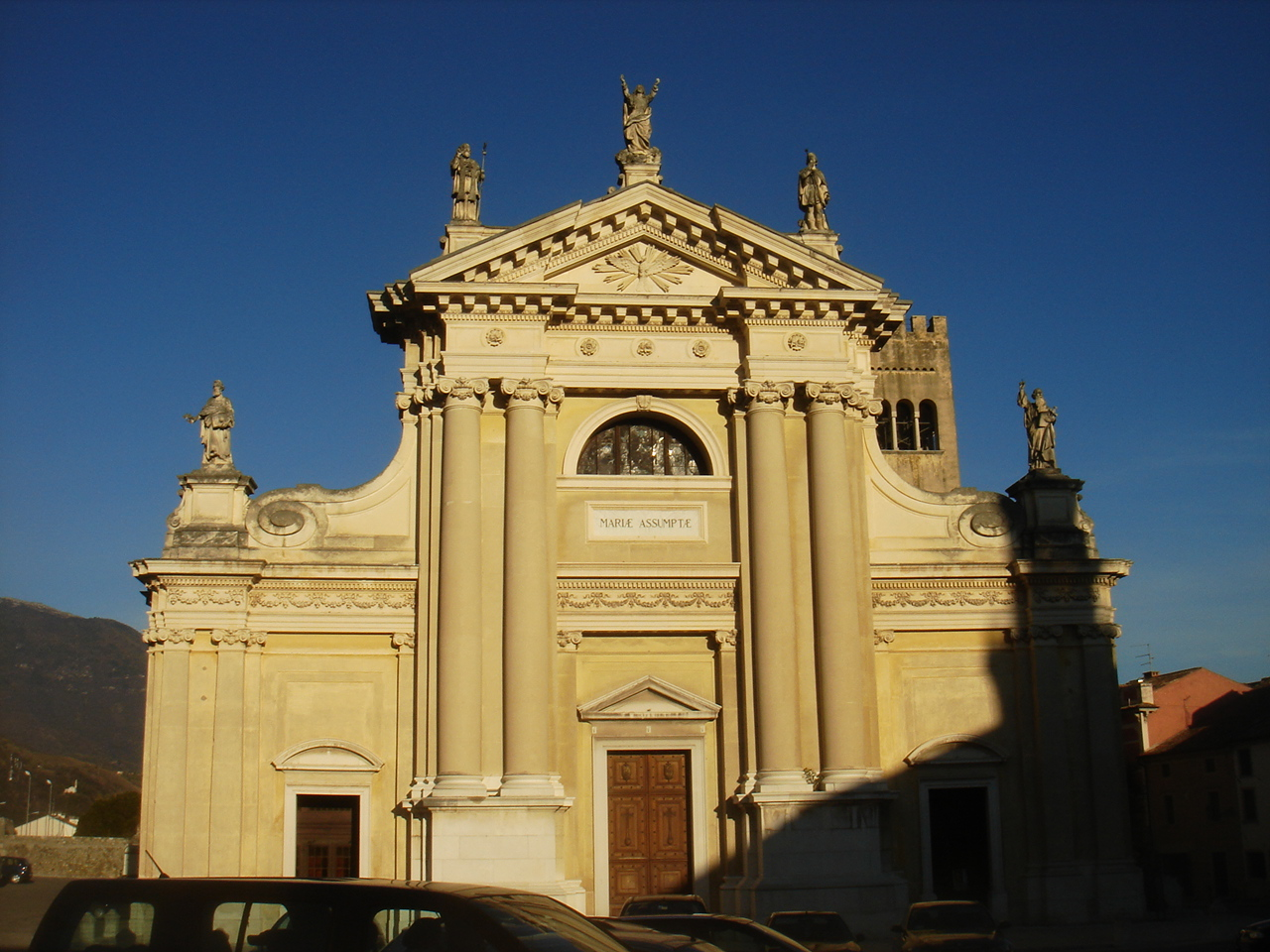
Kathedrale Santa Maria Assunta

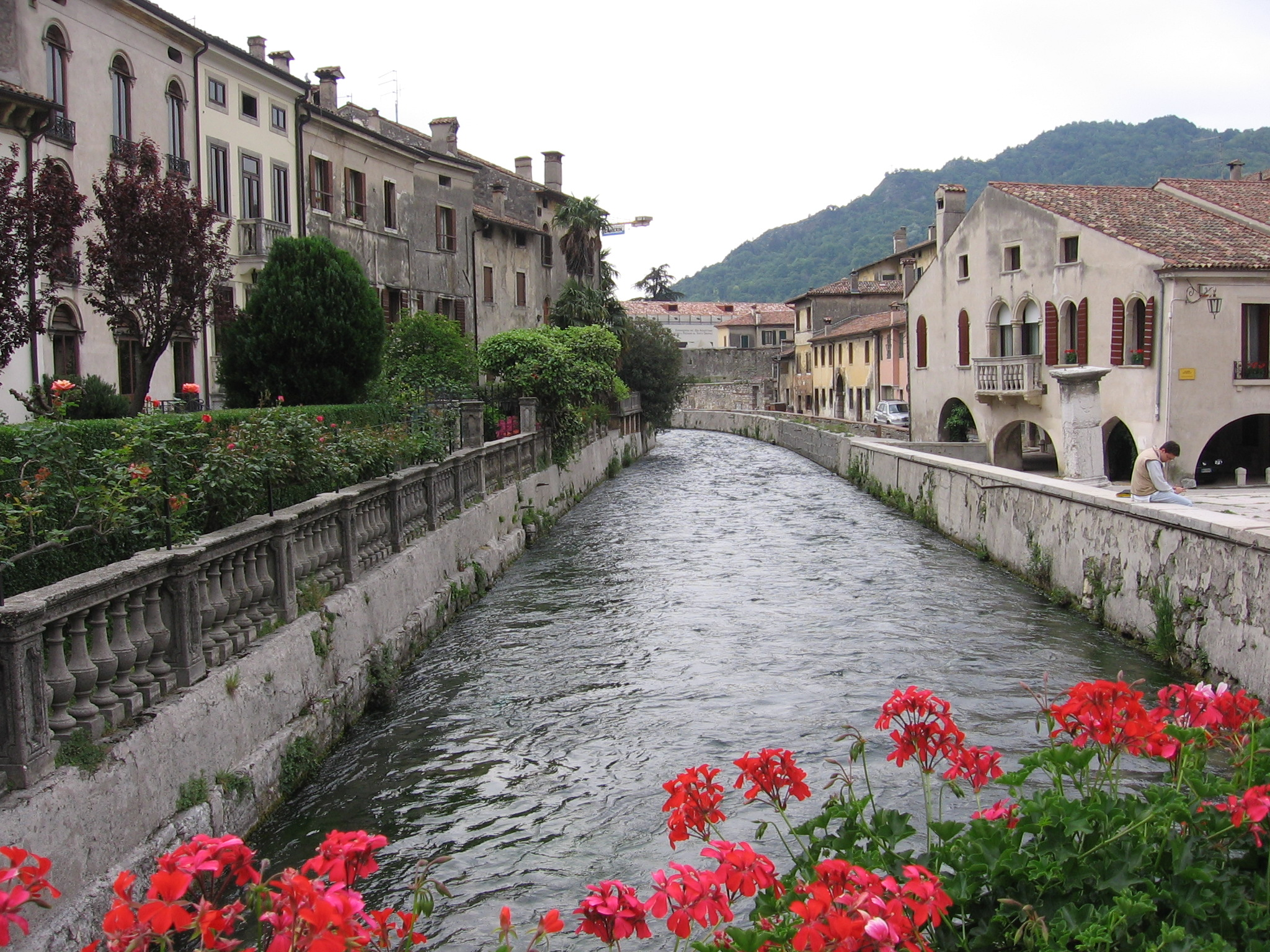
Der Meschio in Serravalle

## Geographie
Die Stadt liegt im Nordosten Italiens am Rande der oberitalienischen Tiefebene, am Fuße der südlichen Alpen auf dem Schotter der Endmoräne eines eiszeitlichen Gletschers, was unter anderem auch an den zahlreichen Dolinen in der Umgebung zu erkennen ist. Die Stadt liegt am Fluss Meschio, einem Zufluss der Livenza.
An der Stadt vorbei führt die Autobahn A27 Venedig – Ponte nelle Alpi (Alemagna).
Die Nachbargemeinden sind Belluno (BL), Cappella Maggiore, Colle Umberto, Conegliano, Farra d’Alpago (BL), Fregona, Limana (BL), Revine Lago, San Pietro di Feletto und Tarzo.

## Geschichte
Die Stadt entstand am 27. September 1866 (bestätigt durch königliches Dekret vom 22. November 1866) durch die Vereinigung der Orte Cèneda (im Süden) und Serravalle (im Norden), zunächst unter dem Namen Vittorio (nach König Viktor Emanuel II.). Erst nach dem Ersten Weltkrieg erhielt die Stadt 1923 ehrenhalber den auf die Region Venetien hinweisenden Zusatz Veneto.
Im Ersten Weltkrieg war die nordöstlich des Piave liegende Gegend von Vittorio Veneto Schauplatz der letzten Kämpfe zwischen den Streitkräften Österreich-Ungarns und Italiens. Ende Oktober 1918 fand hier die Schlacht von Vittorio Veneto statt, die schließlich zum Waffenstillstand von Villa Giusti bei Padua vom 4. November 1918 führte. In Italien gilt die Schlacht als Inbegriff für Italiens Sieg im Ersten Weltkrieg.
Der hohe Symbolwert von Vittorio Veneto im italienischen Selbstverständnis spiegelt sich unter anderem darin wider, dass sowohl in der faschistischen Ära als auch nach dem Zweiten Weltkrieg große Kriegsschiffe nach Vittorio Veneto benannt wurden. In den 1930er Jahren erhielt ein Schlachtschiff der Littorio-Klasse als erstes diesen Namen, Ende der 1960er Jahre auch ein Flugdeckkreuzer, der lange Zeit Flaggschiff der italienischen Marine war. Daneben trug in den 1970er und 1980er Jahren eine Heeresbrigade den Namen Vittorio Veneto. Seit 1968 gibt es den Vittorio-Veneto-Orden (italienisch Ordine di Vittorio Veneto), der als militärischer Verdienstorden ab dem 50. Jahrestag der Schlacht an italienische Veteranen vergeben wurde, die mindestens sechs Monate mit Auszeichnung am Ersten Weltkrieg teilgenommen hatten. Der Orden wird praktisch nicht mehr vergeben.
In Vittorio Veneto war während des Kalten Krieges das Kommando des V. italienischen Korps beheimatet, das die Aufgabe hatte, die Armeen des Warschauer Pakts an einem eventuellen Einmarsch in Nordostitalien zu hindern. Auch heute ist die Stadt Sitz eines hohen Heereskommandos (COMFOD 1).
1988 endete in Vittorio Veneto die 21. und letzte Etappe des Giro d’Italia mit dem Sieg des Schweizers Urs Freuler.

## Persönlichkeiten
- Der berühmte Opernlibrettist Lorenzo da Ponte (1749–1838) stammte aus Cèneda (heute Teil von Vittorio Veneto).
- Alberto Gentili (1873–1954), Musikwissenschaftler und Komponist
- Bartolomeo Costantini (1889–1941), Flieger und Automobilrennfahrer
- Albino Luciani, der spätere Papst Johannes Paul I. (1912–1978), war von 1958 bis 1969 Bischof von Vittorio Veneto.
- Vittorio Casagrande (1934–2008), deutscher Schlagersänger und Schauspieler
- Paolo Barison (1936–1979), Fußballspieler und -trainer
- Renato Longo (1937–2023), Radsportler
- Ilario Castagner (1940–2023), Fußballspieler und -trainer
- Emanuela Da Ros (* 1959), Schriftstellerin und Journalistin
- Gabriele Pin (* 1962), Fußballspieler und -trainer
- Fabio Dal Cin (* 1965), römisch-katholischer Geistlicher, Erzbischof und Prälat von Loreto
- Alessandro Scottà (* 1969), Freestyle-Skier
- Mirco Lorenzetto (* 1981), Radrennfahrer
- Francesca Segat (* 1983), Schwimmerin
- Andrea Poli (* 1989), Fußballspieler
- Michele Fornasier (* 1993), Fußballspieler
- Irene Casagrande (* 1996), Schauspielerin